# Johann Christoph Sticht
Johann Christoph Sticht (* um 1705 in Selb; † 12. Januar 1772 in Altona) war ein deutscher Pädagoge, Orientalist und evangelischer Theologe.

## Leben
Johann Christoph Sticht, Sohn eines Schuhmachers, hatte die Schule seines Geburtsorts besucht und am Lyzeum in Wunsiedel sowie am Gymnasium in Gera seine Ausbildung fortgesetzt. Seine akademische Laufbahn begann Sticht an der Universität Jena, wo er neben der Theologie besonders ein Studium der orientalischen Sprachen absolvierte. Unter dem Vorsitz von Johann Leonhard Reckenberger (1702–1773), der seine Vorliebe für die morgenländische Literatur geweckt hatte, verteidigte Sticht 1727 seine Abhandlung de urbe Hanochia ad genuinum Capitis 4, 17. Geneseos sensum investigandum.
Zurückgekehrt in seine Heimat wurde er Lehrer und bekam auf Empfehlung von Johann Adam Flessa (1694–1775) 1741 eine Professur der orientalischen Sprachen am Christianeum, dem Gymnasium in Altona. Diese Stelle trat er mit einer lateinischen Rede über die Nachteile, welche die Vernachlässigung des Sprachstudiums im Mittelalter für die Wissenschaften gehabt habe, an. Das Subkonrektorat am Pädagogium in Altona legte er nieder, als er am dortigen Gymnasium eine Professur der Theologie erhalten hatte. Als diese Stelle 1771 abgeschafft wurde, bekam er eine Pension, starb aber bereits im Folgejahr.
Seine orientalischen Sprachkenntnisse benutzte Sticht besonders für die Exegese und Kritik des Alten und Neuen Testaments. Seine lateinischen Dissertationen und Programme waren nicht unumstritten.

## Werke
- Diss. de urbe Hanochia, ad genuinum Capitis 4. 17. Geneseos sensum investigandum. Jena 1727
- Epistola gratul. de provida in commentatione matheseos methodique mathematicae cura. Bayreuth 1741
- Progr. adit. de genuino philologiae in sacris studiis usu. Altona 1741
- Progr. de ritibus veterum in celebrandis summorum principum diebus natalitis. Altona 1742
- Progr. de scholis publicis privatae institutioni praeferendis. Altona 1743
- Progr. de odio Judaeorum, quo philosophiam graecam prosecuti sunt. Altona 1745
- Progr. de viris principibus, Scripturae Sacrae et linguarum cognitione claris. Altona 1749
- Progr. super Genes. Cap. 1, 31. Altona 1751
- Diss. super dictis Genes. 6, 6. Luc. 2, 12. itemque de fide in Christum. Altona 1757
- Diss. de praeceptis minimis ex mente Pharisaeorum, ad il lustrandum Matth. 5, 19. Altona 1755
- Diss. de Keri et Ketibh. Altona 1760
- Diss. de Oeconomo, cujus Lucas meminit Cap. 16, 1 - 9. viro probo. Altona 1762
- Diss, de linguis ignitis sive caste atque expedite peregrinos sermones loquentibus, ad illust. Actor. 2. 3. Altona 1764
- Progr. de Psalmis Hammualoth. Altona 1766
- Diss. de colloquio Dei cum Caino ob sacrificium suum contemtim habitum, gravius irascente ad illustrationem Genes. 4, 7. Altona 1766
- Progr. de colloquio Dei cum Satana habito de deprobitate Hiobi Cap. 1, 5- 11. Altona 1767